# Monodelphis palliolata
Monodelphis palliolata é uma espécie de marsupial da família Didelphidae. Pode ser encontrada na Colômbia e na Venezuela.